# Samuel Botsford Buckley
Samuel Botsford Buckley, född den 9 maj 1809 i Yates County, New York, död den 18 februari 1884 i Austin, Texas, var en amerikansk botaniker, geolog och naturvetare som examinerades vid Wesleyan University 1836. 
Buckley undersökte botaniken i USA:s södra stater och upptäckte många nya arter av växter och snäckor. Han har fått släktet Buckleya uppkallat efter sig. Han var även Texas statsgeolog mellan 1860 och 1861, fastställde höjden på Mount Buckley (uppkallat efter honom) i Great Smoky Mountains, North Carolina jämte flera andra toppar. Han var vetenskaplig redaktör för State Gazette i Austin, Texas mellan 1871 och 1872 samt skrev ett flertal vetenskapliga skrifter och böcker om USA:s träd och buskar. 
Auktorsnamnet Buckley kan användas för Samuel Botsford Buckley i samband med ett vetenskapligt namn inom botaniken; se Wikipediaartiklar som länkar till auktorsnamnet.